# Dmytro Jaremko
Dmytro Jaremko (ukr. Дмитро Яремко) (ur. 1879, zm. 1915) – greckokatolicki duchowny, biskup ostrogski w latach 1914–1915, sługa Boży (kandydat na ołtarze Ukraińskiego Kościoła Greckokatolickiego). Wicerektor seminarium duchownego we Lwowie, współredaktor czasopisma „Niwa” (od 1907 r.).
W 1914 r. został tajnie wyświęcony przez metropolitę Andrzeja Szeptyckiego w Kijowie na biskupa ostrogskiego (biskupstwo to uważane było za wolne z czasów likwidacji unii w Rosji i metropolita A. Szeptycki wyświęcił go będąc świadomy swoich upoważnień). Zmarł na zesłaniu w Woroneżu, gdzie został w 1915 r. wywieziony przez władze rosyjskie jako zakładnik.